# Rechte rolklaver
Rechte rolklaver (Lotus corniculatus var. sativus) is een plant uit de vlinderbloemenfamilie.